# Вибратор (завод)
Приборостроительный завод «Вибратор» (АО «Вибратор») — приборостроительный завод в Санкт-Петербурге, основан в 1929 году, специализируется на разработке и производстве контрольно-измерительных приборов.

## История

### 1929—1941 годы
29 декабря 1929 года в Ленинграде на базе завода Электроприбор организована Отраслевая лаборатория измерений (ОЛИЗ) — первое в СССР специализированное предприятие по разработке и производству электроизмерительных приборов. Директором ОЛИЗ был назначен М. Л. Цукерман, техническим руководителем стал профессор Н. Н. Пономарёв.
В 1929—1935 годы — ОЛИЗ разрабатывает:
- малогабаритные амперметры, вольтметры типа МУ;
- автомобильные амперметры типа ДКФ/1 и ДКФ/2;
- авиационные вольтамперметры МА/1;
- измерители горючего А/Б;
- измерители скорости воздуха А/В;
- измерители давления А/Д;
- авиационные тахометры АТ/1 и АТ/2;
- большой самопишущий прибор БСП;
- бытовой индукционный счётчик однофазного тока Б2.

Приборы, разработанные ОЛИЗ, серийно изготавливались на заводе Электроприбор и некоторых других предприятиях Ленинграда: заводах «Эталон» и «Геологоразведка», мастерских электротехникума. Часть приборов изготавливалась в экспериментальных мастерских самого ОЛИЗа.
В 1937 году началось строительство Краснодарского завода электроизмерительных приборов (ЗИП), который был задуман как крупнейшее предприятие по массовому выпуску электроизмерительных приборов для нужд народного хозяйства. Специалисты ОЛИЗ принимали участие в разработке технического задания для строительства этого завода. Им же была поручена разработка приборов для серийного выпуска на мощностях ЗИП. Под руководством начальника лаборатории приборов постоянного тока Я. С. Авербуха и главного конструктора ОЛИЗ В. Е. Башаева, были созданы:
- малогабаритные амперметры и вольтметры серии М4, М5, М6;
- высокочастотные термоэлектрические амперметры серии Т4, Т5

для танковых, самолётных и полевых радиостанций. Впервые в отечественной практике для изготовления корпусов приборов была применена пластмасса. В ОЛИЗ изготавливались комплекты технологической инструментальной оснастки для нового производства.
В 1937—1938 годах на базе ОЛИЗ были организованы курсы по изучению технологии приборостроения, методов конструирования и расчетов электроизмерительных приборов. В 1939 году ЗИП освоил серийный выпуск перечисленных приборов. В 1940 году большая группа специалистов ОЛИЗа была переведена в Краснодар для ускорения строительства и пуска ЗИП.
В январе 1941 года решением наркомата электропромышленности ОЛИЗ реорганизован во Всесоюзный институт по электроприборостроению — ВИЭП. Директором был назначен М. Л. Цукерман.

### 1941—1945 годы

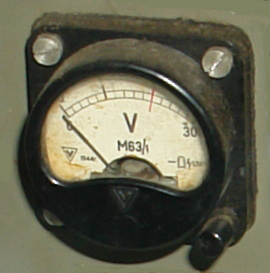
Щитовой вольтметр М63 1944 года выпуска с логотипом завода в составе радиостанции А-7-Б, экспонирующейся в Военно-историческом музее г. Санкт-Петербург

В июле 1941 года часть ВИЭП во главе с директором эвакуирована в г. Саранск. Оставшаяся в городе часть стала называться Ленинградский институт электроприборостроения. Директором был назначен А. М. Дамский. На 1 сентября 1941 года в институте осталось 230 человек. Институт перестраивает свою работу на выпуск военной продукции для нужд Ленинградского фронта. В институте организовано производство:
- малогабаритных приборов М63[К 3] для радиостанций;
- корпусов 82-х миллиметровых осколочно-чугунных мин;
- корпусов противотанковых магнитных мин.

Поскольку почти всё металлорежущие оборудование было эвакуировано, институту были переданы ремонтные цеха Ленфильма, ближайшего трамвайного парка, авторемонтные мастерские.
После прекращения подачи электроэнергии и остановки производства в декабре 1941 года сотрудники института были заняты на строительстве укреплений в черте города, оказывали помощь в оборудовании подшефного госпиталя, разборке деревянных домов на топливо. Специалисты института ремонтировали приборы на линкоре «Октябрьская революция» и подводных лодках стоящих в дельте Невы.
В апрель 1942 года институт вновь начал получать электроэнергию. Возобновилось изготовление приборов М63. На 20 апреля в институте осталось 177 человек, тем не мене, уже в мае удалось выпустить 900 приборов. Всего в течение 1942 года было выпущено 7000 приборов М63, а в 1943 — 25000 шт.
Декабрь 1942 года — институт реорганизован в Государственный союзный завод № 531. Заводу было передано построенное перед войной здание музыкального промышленного училища Петроградской набережной, д.18, а также предоставлено право сбора оборудования, оставшегося на территории эвакуированных предприятий города. Был произведён дополнительный набор неквалифицированных рабочих из числа женщин-домохозяек и подростков. В 1943 году заводу переданы оборудование и около 100 работников ликвидированной проектно-монтажной конторы треста «Теплоконтроль», в феврале 1944 для завода демобилизовано 100 нестроевиков.
31 января 1942 года умер от истощения научный руководитель ОЛИЗ Н. Н. Пономарёв. Всего за годы блокады от голода, бомб и артиллерийских обстрелов погибло 33 работника завода.
1943 год — издается тиражом 1000 экз. книга «Теория, расчёт и конструирование электроизмерительных приборов», написанная ведущими специалистами ОЛИЗ под руководством профессора Н. Н. Пономарева накануне войны.
В течение 1944 года для нужд фронта, кроме приборов М63, было выпущено более 8000 приборов 15 наименований, в том числе, судовые электроизмерительные приборы, тахометры и мегомметры.
Всего за 4 года блокады завод изготовил около 100 000 приборов.

### 1945—1954 годы
Предприятием разработаны приборы:
- М415 — малогабаритные магнитоэлектрические амперметры и вольтметры в герметичном пластмассовом корпусе для ВМФ;
- МПО-2 — восьмиканальный переносной электромеханический осциллограф (основные разработчики — Б. А. Селибер, В. О. Арутюнов, Н. И. Воскобойник);
- переносные многопредельные амперметры М80 и милливольтметры М81 класса 0,2;
- переносный магнитометр ПМ-2 (основные разработчики — В. В. Орешников, Н. А. Щагин, Г. И. Кавалеров и С. М. Пигин);
- лабораторные электростатические и термоэлектрические приборы С95 и Т14, Т15 для измерения напряжения и токов высокой частоты;
- полуавтоматический поверочный компенсатор типа Р2 с добавочными шунтами Р6 и делителями напряжения Р5. Для того времени это было единственное метрологическое средство, позволяющее поверять и регулировать приборы постоянного тока с погрешностью 0,02 %. Крупносерийное производство было организовано на Краснодарском заводе «ЗИП»;
- фотокомпенсационный компаратор Ф13 для поверки приборов переменного тока — амперметров, вольтметров, ваттметров в диапазоне частот от 20 до 20000 Гц;
- электростатические вольтметры переменного тока с широким диапазоном частот до 10 МГц.

В 1951 году на технической и кадровой базе завода № 531 и на его площадях был создан Всесоюзный научно-исследовательский институт электроизмерительных приборов (ВНИИЭП). Директором был назначен В. В.  Орешников.
1954 год — завод № 531 был переименован в Ленинградский завод «Вибратор» (от технического названия осциллографических гальванометров, которые в это время назывались «вибраторы» в литературе по электроизмерительной технике).
1954 год — организован цех товаров народного потребления и завод освоил производство экспонометров «Ленинград», которые в течение нескольких десятилетий пользовались широким спросом у фотолюбителей.

### 1954—1964 годы
Предприятием разработаны приборы:
- серия переносных многопредельных приборов на растяжках М1104-М1109 класса 0,2 и М1150-М1152 класса 0,1;
- группа термоэлектрических приборов типов Т14, Т15, Т16, Т17 для измерения токов и напряжений частотой до десятков МГц для нужд электронной промышленности (ведущий инженер С. М. Вознесенский, серийное производство передано на Омский завод «Электроточприбор»);
- высокочувствительные милливольтметры и микроамперметры Т130-Т133 переменного тока на 10 МГц (по изобретению Г. Г. Степаненкова и В. И. Червяковой);
- малогабаритные панельные микроамперметры М130 и М132 c пределами измерения 10 мкА класса 1,0 и 1,5 для дозиметрической аппаратуры (разработаны лабораторией В. И. Четвертаковой, переданы для серийного производства на Омский завод «Электроточприбор» [выпускалось до 30 тысяч штук в месяц]);
- щитовые микроамперметры постоянного тока М135 со световым отсчётным устройством на пределы измерения 0,2 мкА и 1 мкА, класса точности 0,5 для нужд атомной промышленности;
- серия осциллографических гальванометров типов М1010 и М1011 с жидкостным успокоением;
- 12-ти канальный осцилограф Н105;
- механокардиограф Н106;
- акустический самописец Н110 с диапазоном до 200 кГц для ВМФ (разработчик Р. И. Шумилов);
- цифровые вольтметры Щ1311 и Щ1411 класса точности 0,1 и 0,05; релейные с проекционным оптическим цифровым устройством (1962 год);
- модернизированные цифровые вольтметры Щ1411М и Щ1311М уже выполненные на полупроводниковых приборах и феррит-транзисторных элементах (1964 год);
- электростатический киловольтметр С100 с пределами измерения — 25-50-75 кВ (1957 год, под руководством В. И. Червяковой);
- электростатический киловольтметр С101 с пределами измерения 100-200-300 кВ (1964 год разработчики Г. Г. Степаненков и Г. Н. Цекун, ведущий конструктор — М. С. Матвеев);
- переносные фотогальванические компенсационные приборы Ф118 — нановольтметр с пределом измерения 0,1 мкВ и 10 нА (1964—1965 годы);
- микровеберметр Ф190.

1955—1956 годы — в состав предприятия вошли 2 новых производственных корпуса по адресу улица Чапаева д. 5 и Петроградская набережная д. 18.
В 1965 году численность сотрудников предприятия превысила 4000 человек.

### 1964—1980 годы
Предприятием разработаны приборы:
- серия цифровых вольтметров высокой точности — Щ1511, Щ1412, Щ1512, Щ1513, Щ1312;
- регистрирующие приборы Н109, Н115, К109;
- аварийный осциллограф Н13;
- аппаратура для измерения магнитных и электрических полей кораблей — К719, К721, К703М, станции «КИМС» (разработаны ВНИИЭП);
- одно-двух и трёхшкальные микроамперметры и вольтметров типов ИПо1, ИД2, ИД6 для космических управляемых аппаратов и двухкоординатный ИД3 для ручного управления стыковкой космических кораблей (начало 1970-х годов, под руководством Б. А. Селибера и А. Д. Леокумовича);
- люксметры Ю16 и Ю17;
- бесконтактные тахометры К18;
- амперметры и вольтметры типа М151 и Д151 с сопротивлением изоляции до 9 кВ для электровозов;
- щитовые ударостойкие приборы серий М1500, М1600, Д1500, Д1600;
- высокочувствительные амперметры и вольтметры Ф138, Ф139, Ф199, Ф136 и электронный микроамперметр Ф195.

Товары народного потребления:
- фотоэкспонометры Ю11/2, Ю11/4;
- электробигуди Б121 и Б122;
- квартирные звонки Б19-«Гонг».

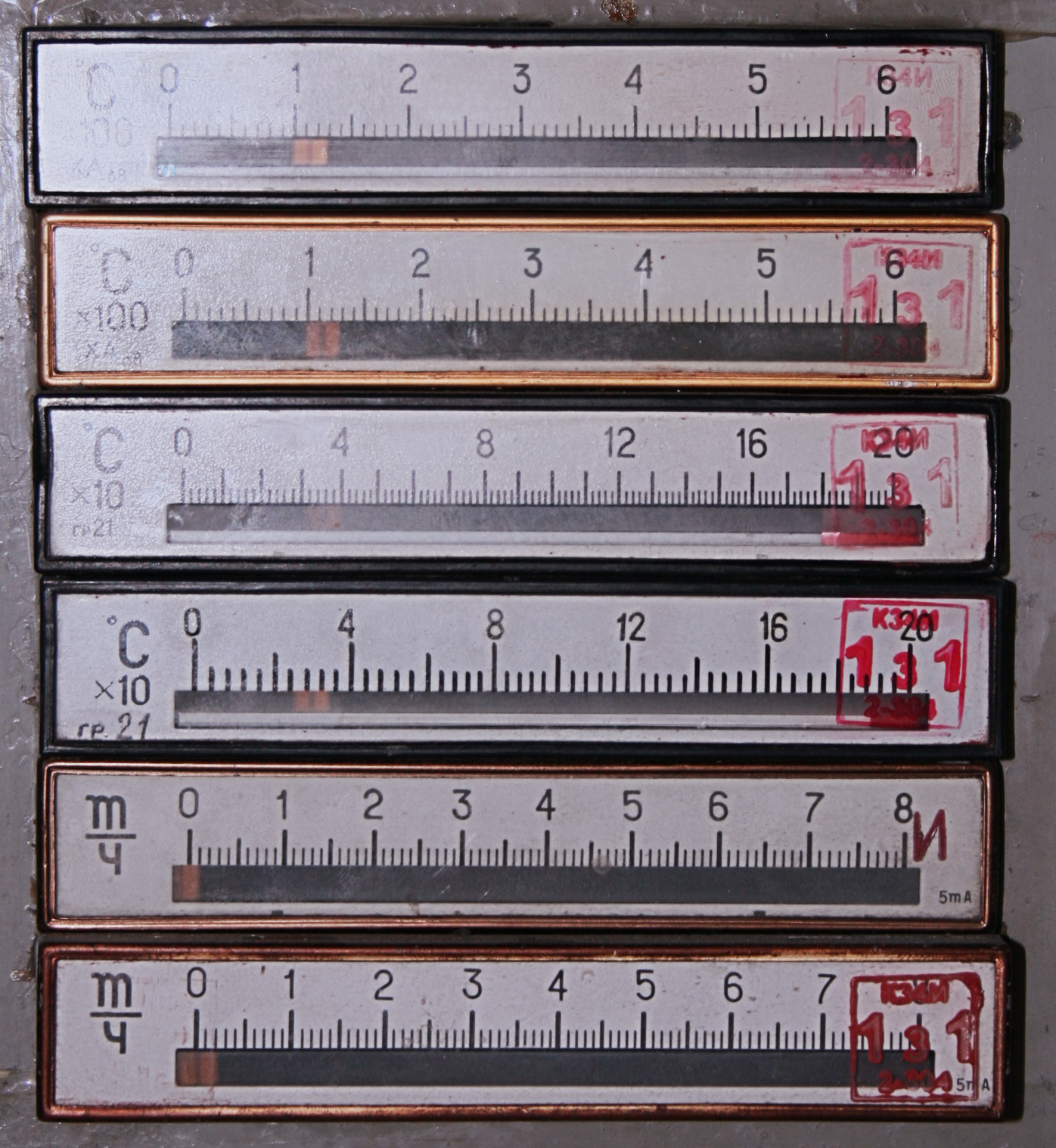
Группа узкопрофильных приборов типа М1730 на пульте управления ТЭЦ

1968 год — под руководством Б. А. Селибера (ведущий конструктор — Ю. А. Алексеев.) разработаны узкопрофильные приборы М1730. На основе решений реализованных в М1730 был разработан унифицированный комплекс аналоговых сигнализирующих контактных приборов (АСК), насчитывавший 35 типов приборов:
- М1730, М1731 (серийное производство на заводе «Вибратор»);
- М1830, М1530, М1740 (серийное производство на заводе Электроточприбор г. Омск);
- Э390, Д390, П1730 (серийное производство ЗИП г. Краснодар);
- М1737, М1738, М1733, М1736, М1734 для ВМФ (ведущий разработчик — Г. Г. Степаненков, серийное производство на заводе «Вибратор»);
- многошкальные приборы типа М1631-М1634.

За 10 лет (с 1973 по 1983 годы) только «Вибратор» выпустил более 400 тысяч приборов М1730 и М1731. Этими приборами было оборудовано свыше 20 тепловых и гидроэлектростанций, все атомные электростанции СССР, построенные в 1970-е годы, а также зарубежные АЭС, построенные специалистами СССР.
1971 год — предприятию выделена площадка в прмзоне «Парнас» для строительства промплощадки для литейного и механического производства и складских помещений для материалов и комплектации (введена в строй в 1975 году).
1971 год — по итогам выполнения пятилетнего плана завод «Вибратор» награждён орденом Октябрьской революции.
В декабре 1972 года за достижение наивысших результатов во Всесоюзном социалистическом соревновании в ознаименование 50-летия образования СССР коллектив «Вибратора» награждён Юбилейным почётным знаком.

### 1980—1998 годы
Предприятием разработаны приборы:
- унифицированная серия щитовых ударостойких приборов — М14хх, М16хх, Ц14хх, Ц16хх для ВМФ и М1611 и Ц1611 для железнодорожного транспорта (выпускаются до настоящего времени);
- группа высокоточных переносных (лабораторных) цифровых вольтметров Щ1516, Щ1518;
- группа высокочувствительных электронных многопредельных переносных приборов Ф139, Ф136, Ф195;
- бесконтактные тахометры К1803, К1803.1, К1804, К1806 для ВМФ (выпускаются до настоящего времени);
- люксметры Ю116 и Ю117;
- электростатический киловольтметр С197.

1989—1996 годы — на фоне снижения спроса и падения производства предприятие распадается на несколько юридических лиц, которые в 1994 году учреждают ПАООТ «Вибратор», в том же году происходит приватизация предприятия.
1998 год — в рамках программы по выводу промышленных предприятий из центра города завод «Вибратор» теряет основную производственную площадку на Петроградской набережной, оборудование перемещается на площадку в промзоне «Парнас», которая с этого момента становится основной и единственной.

### 1998-настоящее время
2000 год — ПАООТ «Вибратор» реорганизуется в ОАО «Вибратор».
Предприятием разработаны и выпускаются приборы:
- серия узкопрофильных электронных приборов (Ф1764, Ф1765 и др.) для замены приборов М1730;
- серия щитовых показывающих приборов Ф1761 и Ф1762 для мозаичных щитов управления АЭС Бушер;
- электронный видеографический регистратор Ф1771 Regigraf для замены самописцев на АЭС и тепловых электростанциях.
- Инновационная система диагностики роторных двигателей и генераторов по спектру потребляемого тока — «СДРМ»

## Комментарии
1. ↑  по другим источникам[3][4] 1930 год
2. ↑  эвакуированная часть ОЛИЗа в Саранске получила название Завод «ОЗП», в августе 1944 года завод «ОЗП» со всем оборудованием передан Краснодарскому ЗИП
3. ↑  прибор разработан ОЛИЗ перед войной, в послевоенный период массово выпускался Краснодарским ЗИПом до 1956 года
4. ↑  переданная в редакцию рукопись во время войны была утеряна, но в типографии удалось разыскать готовый набор книги
5. ↑  до 1980 года
6. ↑  см. например: Дамский A.M. Вибратор для осциллографирования мгновенной мощности. 1938